# Иво Јововић
Јововић Иво (Београд, 16. јануар 1958) српски је аикидо учитељ. Аикидом је почео да се бави 1973. године.

## Историја Тендорју аикидоа у СЦГ
- 1980. године на семинару у Келну упознаје се са сенсеи Шимизуом. Тада почиње редовно да тренира Тендорју аикидо стил.
- До 1989. године посетио је све сенсеи Шимизу семинаре.
- 1997. године поново се срећу после девет година паузе на семинару на Шварцвалду на Херзоренхорну и од тада сваке године је редовни учесник тог најјачег семинара Тендо организације.
- 1998. године сенсеи Шимизуу организацији Јововић Ива поново долази у Београд и одржава семинар у спортском центру Шумице.
- 1999. године је планиран семинар такође у Београду, али због бомбардовања је одложен.
- 2001. године после трогодишње паузе због познате економске ситуације организован је нови семинар. Сенсеи је био задовољан одзивом заинтересованих аикидока и дао је Иву Јововићу задатак, да оснује Ју Аикидо Тендори Организацију.
- 29.04. 2002. године званично је основана Ју Аикидо Тендори Организацију чији је оснивач Иво Јововић.
- 2003. године Иво одлази у Јапан у Токио на позив сенсеи Шимизуа и тамо борави две недеље.
- 2003. године организује семинар у Херцег Новом где је, осим великог броја аикидока из Србије и Црне Горе, присуствовало 16 гостију из Немачке од којих и Екхард Хемкемеиер и Олаф Милер који су водећи људи у Немачкој Тендори организацији, такође је био гост из Јордана Лабиб Затара. Договорен је семинар у Јордану 2005.
- 2004. године организује семинар у Новом Саду, а у марту 2005. године поново се састаје са сенсеием у Берлину и Хамбургу.
- Јововић Иво, је мајстор аикидоа 3 дан.
- До 2005. године организацији је приступило много клубова из целе СЦГ.
- Чести позиви да држи семинаре, показују да је интересовање за овај стил аикидоа у порасту.

Од 2006. године Јововић Иво више није ученик сенсеи Шимизуа и члан Тендорју Аикидо Организације. Тада оснива свој пут Моторју...